# Bảng tổng sắp huy chương Đại hội Thể thao châu Á
Bảng xếp hạng huy chương này chỉ rõ tổng số lượng huy chương của các quốc gia châu Á cho Mùa hè Đại hội Thể thao châu Á từ năm 1951 đến năm 2022.
Bảng này được xếp theo thứ tự số lượng huy chương vàng mà từng Ủy ban Olympic quốc gia (NOC) đã đạt được. Số lượng huy chương bạc là mốc so sánh kế tiếp, rồi đến số huy chương đồng. Nếu các chỉ tiêu giữa các quốc gia giống hệt nhau, ta sẽ sắp theo vần ABC. Hệ thống này tuân theo IOC, IAAF và BBC; không phải NBC hay CNN.
Cần chú ý rằng những huy chương của các Đại hội Thể thao châu Á khác như: Đại hội Thể thao Trong nhà, Bãi biển, Mùa Đông và Thanh niên không được tính.
Trung Quốc lần đầu tiên tham dự kể từ năm 1974 và liên tục dẫn đầu bảng xếp hạng từ năm 1982. Trước đó họ không tham gia vì lý do chính trị.  Israel là thành viên bị khai trừ vĩnh viễn khỏi Hội đồng Olympic châu Á từ năm 1981, nhưng thành tích vẫn được liệt kê bên dưới.
Tính đến năm 2022, chỉ có ba thành viên của Hội đồng Olympic châu Á vẫn chưa đạt được bất kì huy chương nào là: Bhutan, Maldives và Đông Timor.

## NOC có huy chương
Tính đến Đại hội Thể thao châu Á 2022
| Đội (Mã IOC)            | Số lần tham dự | Vàng  | Bạc   | Đồng  | Tổng cộng |
| ----------------------- | -------------- | ----- | ----- | ----- | --------- |
| Afghanistan (AFG)       | 8              | 0     | 5     | 11    | 16        |
| Bahrain (BRN)           | 8              | 49    | 28    | 28    | 105       |
| Bangladesh (BAN)        | 10             | 1     | 5     | 8     | 14        |
| Brunei (BRU)            | 5              | 0     | 1     | 5     | 6         |
| Campuchia (CAM)         | 4              | 3     | 2     | 5     | 10        |
| Trung Quốc (CHN)        | 13             | 1,674 | 1,105 | 791   | 3,570     |
| Đài Bắc Trung Hoa (TPE) | 13             | 118   | 164   | 304   | 586       |
| Hồng Kông (HKG)         | 16             | 46    | 95    | 108   | 249       |
| Ấn Độ (IND)             | 19             | 183   | 239   | 357   | 779       |
| Indonesia (INA)         | 19             | 98    | 131   | 253   | 482       |
| Iran (IRI)              | 16             | 192   | 202   | 217   | 611       |
| Iraq (IRQ)              | 9              | 7     | 17    | 26    | 50        |
| Israel (ISR)            | 5              | 18    | 16    | 19    | 53        |
| Nhật Bản (JPN)          | 19             | 1,084 | 1,104 | 1,054 | 3,242     |
| Jordan (JOR)            | 9              | 5     | 21    | 28    | 54        |
| Kazakhstan (KAZ)        | 8              | 163   | 181   | 293   | 637       |
| Triều Tiên (COR)        | 1              | 1     | 1     | 2     | 4         |
| Kuwait (KUW)            | 11             | 29    | 34    | 38    | 101       |
| Kyrgyzstan (KGZ)        | 8              | 8     | 25    | 47    | 80        |
| Lào (LAO)               | 8              | 0     | 4     | 14    | 18        |
| Liban (LBN)             | 9              | 5     | 5     | 9     | 19        |
| Ma Cao (MAC)            | 9              | 3     | 14    | 22    | 39        |
| Malaysia (MAS)          | 17             | 69    | 109   | 166   | 344       |
| Mông Cổ (MGL)           | 12             | 28    | 51    | 104   | 183       |
| Myanmar (MYA)           | 17             | 17    | 28    | 57    | 102       |
| Nepal (NEP)             | 10             | 0     | 3     | 23    | 26        |
| CHDCND Triều Tiên (PRK) | 11             | 120   | 162   | 189   | 471       |
| Oman (OMA)              | 6              | 1     | 1     | 4     | 6         |
| Pakistan (PAK)          | 18             | 44    | 64    | 99    | 207       |
| Palestine (PLE)         | 9              | 0     | 0     | 2     | 2         |
| Philippines (PHI)       | 19             | 71    | 116   | 241   | 428       |
| Qatar (QAT)             | 11             | 48    | 37    | 59    | 144       |
| Ả Rập Xê Út (KSA)       | 10             | 29    | 15    | 27    | 71        |
| Singapore (SGP)         | 19             | 44    | 64    | 121   | 229       |
| Hàn Quốc (KOR)          | 18             | 787   | 722   | 916   | 2,425     |
| Sri Lanka (SRI)         | 16             | 12    | 12    | 22    | 46        |
| Syria (SYR)             | 10             | 9     | 7     | 17    | 33        |
| Tajikistan (TJK)        | 7              | 6     | 8     | 21    | 35        |
| Thái Lan (THA)          | 17             | 144   | 189   | 311   | 644       |
| Turkmenistan (TKM)      | 7              | 3     | 9     | 18    | 30        |
| UAE (UAE)               | 8              | 12    | 22    | 27    | 61        |
| Uzbekistan (UZB)        | 8              | 105   | 138   | 171   | 414       |
| Việt Nam (VIE)          | 15             | 21    | 75    | 112   | 208       |
| Yemen (YEM)             | 3              | 0     | 0     | 2     | 2         |
| Tổng cộng               | 19             | 5,260 | 5,231 | 6,378 | 16,869    |

## NOC không có huy chương
Tính đến Đại hội Thể thao châu Á 2022
| Đội (Mã IOC)     | Số lần tham dự |
| ---------------- | -------------- |
| Bhutan (BHU)     | 10             |
| Đông Timor (TLS) | 6              |
| Maldives (MDV)   | 11             |
| Bắc Borneo (NBO) | 3              |
| Bắc Yemen (YAR)  | 2              |
| Sarawak (SWK)    | 1              |
| Nam Yemen (YMD)  | 1              |

## Bảng xếp hạng tổng thể
Tính đến Đại hội Thể thao châu Á 2022.
| Hạng                | Đoàn                    | Vàng | Bạc  | Đồng | Tổng số |
| ------------------- | ----------------------- | ---- | ---- | ---- | ------- |
| 1                   | Trung Quốc (CHN)        | 1674 | 1105 | 791  | 3570    |
| 2                   | Nhật Bản (JPN)          | 1084 | 1104 | 1054 | 3242    |
| 3                   | Hàn Quốc (KOR)          | 787  | 722  | 916  | 2425    |
| 4                   | Iran (IRI)              | 192  | 202  | 217  | 611     |
| 5                   | Ấn Độ (IND)             | 183  | 239  | 357  | 779     |
| 6                   | Kazakhstan (KAZ)        | 165  | 180  | 292  | 637     |
| 7                   | Thái Lan (THA)          | 144  | 189  | 311  | 644     |
| 8                   | CHDCND Triều Tiên (PRK) | 120  | 162  | 189  | 471     |
| 9                   | Đài Bắc Trung Hoa (TPE) | 118  | 164  | 304  | 586     |
| 10                  | Uzbekistan (UZB)        | 105  | 138  | 171  | 414     |
| 11                  | Indonesia (INA)         | 98   | 130  | 264  | 492     |
| 12                  | Philippines (PHI)       | 71   | 116  | 241  | 428     |
| 13                  | Malaysia (MAS)          | 69   | 109  | 166  | 344     |
| 14                  | Bahrain (BHR)           | 49   | 28   | 28   | 105     |
| 15                  | Qatar (QAT)             | 48   | 37   | 59   | 144     |
| 16                  | Hồng Kông (HKG)         | 46   | 96   | 141  | 283     |
| 17                  | Singapore (SIN)         | 44   | 64   | 121  | 229     |
| 18                  | Pakistan (PAK)          | 44   | 64   | 99   | 207     |
| 19                  | Kuwait (KUW)            | 29   | 34   | 38   | 101     |
| 20                  | Ả Rập Xê Út (KSA)       | 29   | 15   | 27   | 71      |
| 21                  | Mông Cổ (MGL)           | 28   | 51   | 104  | 183     |
| 22                  | Việt Nam (VIE)          | 21   | 75   | 112  | 208     |
| 23                  | Israel (ISR)            | 18   | 16   | 19   | 53      |
| 24                  | Myanmar (MYA)           | 17   | 28   | 57   | 102     |
| 25                  | UAE (UAE)               | 12   | 22   | 27   | 61      |
| 26                  | Sri Lanka (SRI)         | 12   | 12   | 22   | 46      |
| 27                  | Syria (SYR)             | 9    | 8    | 16   | 33      |
| 28                  | Kyrgyzstan (KGZ)        | 8    | 25   | 47   | 80      |
| 29                  | Iraq (IRQ)              | 7    | 17   | 26   | 50      |
| 30                  | Tajikistan (TJK)        | 6    | 8    | 21   | 35      |
| 31                  | Jordan (JOR)            | 5    | 21   | 28   | 54      |
| 32                  | Liban (LBN)             | 5    | 5    | 9    | 19      |
| 33                  | Turkmenistan (TKM)      | 3    | 9    | 18   | 30      |
| 34                  | Campuchia (CAM)         | 3    | 2    | 5    | 10      |
| 35                  | Ma Cao (MAC)            | 2    | 14   | 22   | 38      |
| 36                  | Bangladesh (BAN)        | 1    | 5    | 8    | 14      |
| 37                  | Oman (OMA)              | 1    | 1    | 4    | 6       |
| 38                  | Triều Tiên (COR)        | 1    | 1    | 2    | 4       |
| 39                  | Afghanistan (AFG)       | 0    | 5    | 11   | 16      |
| 40                  | Lào (LAO)               | 0    | 4    | 14   | 18      |
| 41                  | Nepal (NEP)             | 0    | 3    | 23   | 26      |
| 42                  | Brunei (BRU)            | 0    | 1    | 5    | 6       |
| 43                  | Palestine (PLE)         | 0    | 0    | 2    | 2       |
| 43                  | Yemen (YEM)             | 0    | 0    | 2    | 2       |
| Tổng số (44 đơn vị) | Tổng số (44 đơn vị)     | 5258 | 5231 | 6390 | 16879   |